# Labomimus sichuanicus
Labomimus sichuanicus – gatunek chrząszcza z rodziny kusakowatych i podrodziny marników. Występuje endemicznie w południowych Chinach.
Gatunek ten opisali po raz pierwszy w 2000 roku Peter Hlaváč, Shūhei Nomura i Zhou Hongzhang na łamach Species diversity. Jako miejsce typowe wskazano górę Qingcheng Shan w Dujiangyan w Syczuanie. Epitet gatunkowy pochodzi od nazwy prowincji.
Chrząszcz o rudobrązowym ciele długości od 3,4 do 3,69 mm i od 1,23 do 1,34 mm szerokości. Głowa jest dłuższa niż szeroka, o szeroko rozszerzonych bocznie zapoliczkach. Oczy złożone buduje około 30–35 omatidiów. Czułki buduje jedenaście członów, z których trzy ostatnie formują buławkę; człony od piątego do ósmego są silnie wydłużone, a człony dziewiąty i dziesiąty są u obu płci niezmodyfikowane. Przedplecze jest nieco dłuższe niż szerokie, o okrągławo rozszerzonych krawędziach przednio-bocznych. Pokrywy są szersze niż dłuższe. Zapiersie (metawentryt) ma bardzo krótkie wyrostki. Odnóża przedniej pary mają niezmodyfikowane krętarze i uda oraz niewielkie ostrogi na szczycie goleni. Odnóża środkowej pary mają po małym kolcu na spodach krętarzy i niezmodyfikowane uda. Tylne krętarze i uda również pozbawione są modyfikacji, natomiast tylne biodra mają po drobnym guzku na spodzie. Odwłok jest szeroki na przedzie i zwęża się ku tyłowi. Genitalia samca mają środkowy płat edeagusa asymetryczny, wyraźnie szerszy niż u L. schuelkei.
Owad ten jest endemitem południowo-zachodniej części Chin, znanym tylko z Syczuanu. Spotykany był w terenie górzystym, na rzędnych od 1650 do 1790 m n.p.m. Zasiedla lasy mieszane i bambusowe zarośla. Bytuje w ściółce i butwiejącym drewnie.